# Daniel Babut
Daniel Babut (* 12. Februar 1929 in Lille; † 13. Februar 2009 in Lyon) war ein französischer Klassischer Philologe und Philosophiehistoriker.

## Leben
Babut war von 1963 bis 1992 Professor an der Université Lumière-Lyon 2 und wissenschaftlicher Mitarbeiter am dortigen Institut Ferdinand Courby. Seit 1952 war er Mitglied der Association pour l’encouragement des études grecques en France.
Babut beschäftigte sich mit der griechischen Philosophie, Religion und Wissenschaftsgeschichte. Forschungsschwerpunkte waren der Platoniker Plutarch und dessen ablehnende Rezeption der stoischen Philosophie.

## Schriften (Auswahl)
- Plutarque et le stoicisme. Presses universitaires de France, Paris 1969. – Rezension von A. A. Long. In: The Classical Review, 22, 1972, S. 27–29.
  - Italienische Übersetzung: Plutarco e lo stoicismo. Presentatione di Roberto Radice. Edizione italiana a cura di Alberto Bellanti. Vita et Pensiero Universita, Mailand 2003.
- (Hrsg., Übers., Komm.): Plutarque, De la vertu éthique. Introduction, texte, traduction et commentaire. Les Belles Lettres, Paris 1969. – Rezension von G. J. P. O’Daly. In: The Classical Review, 23, 1973, S. 156–158.
- La Religion des philosophes grecs de Thalès aux Stoïcismes. Presses universitaires de France, Paris 1974.
- Parerga. Choix d’articles de Daniel Babut (1974–1994). Maison de l’Orient et de la Méditerranée, Lyon 1994.
- Michel Casevitz (Hrsg.), Daniel Babut (Übers., Komm.): Plutarque, Oeuvres morales. Tome XV, 1ère partie. Traité 70: „Sur les contradictions stoïciennes“. Traité 71: Synopsis du traité „Que les stoïciens tiennent des propos plus paradoxaux que les poètes.“ Les Belles Lettres, Paris 2004 (Collection Budé), ISBN 2-251-00522-6. – Rezension von Richard Dufour. In: Bryn Mawr Classical Review, 2005.02.34
- Michel Casevitz (Hrsg.), Daniel Babut (Übers., Komm.): Plutarque, Oeuvres morales. Tome XV, 2e partie. Traité 72. Sur les notions communes, contre les Stoïciens. Les Belles Lettres, Paris 2002 (Collection Budé), ISBN 2-251-00507-2.
- Sur les dieux d’Epicure. In: Elenchos, 26, 2005, S. 79–110.